# Кафедральний собор Уппсали

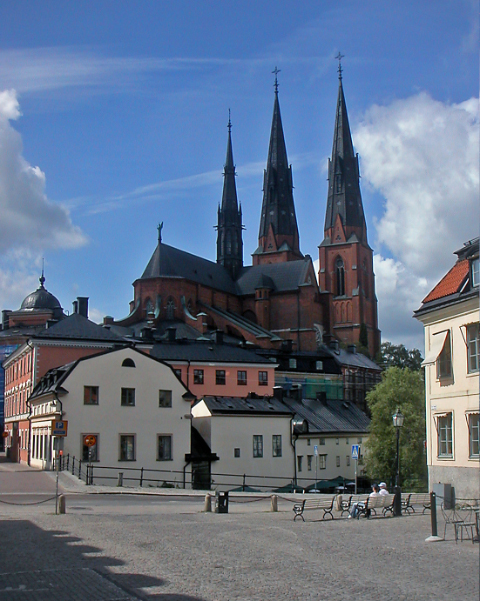

Кафедра́льний собо́р У́ппсали (швед. Uppsala domkyrka) — християнський собор у центрі міста Уппсала, Швеція. Головний собор Церкви Швеції, лютеранського архідіоцеза Уппсали, скасованої католицької архієпархії Уппсали, національна святиня в готичному стилі. Архітектура храму поєднує риси північної цегляної та французької готики.
Собор має статус пам'ятки старовини згідно з розд. 4 Закону про пам'ятки культури (швед. Kulturminneslagen) (внесений 1939 року)
Є найвищим собором Скандинавії.
Розміри будівлі:
- довжина - 118,7 метрів;
- висота веж - 118,7 метрів;
- ширина - 45 метрів.

Собор був місцем коронації шведських королів від часів Середньовіччя до кінця XVII століття.

## Історія
Будівництво собору розпочалось 1270 року. До нової великої будівлі собору була перенесена кафедра архієпископа Уппсали після пожежі в старій Уппсалі, де кафедра була раніше.
У пошуках будівника архієпископ Уппсали вирушив до Парижа, де за порадою місцевого бургомістра найняв Етьєна де Боніеля, що брав участь у будівництві Собору Паризької Богоматері. Біля 1287 року де Бонніель разом з 20 помічниками вирушив до Швеції, а дорожні витрати покриті коштом студентів, що навчалися в Парижі. Проєкт де Боннюеля був орієнтований на французьку архітектуру з двома високими вежами на західному фасаді. Спочатку будівництво велося з каменю, проте через дорогу вартість імпортної сировини продовжилося будівництво з використанням дешевшої цегли. 7 червня1435 року, на День Святої Трійці, через понад як 150 років будівництва собор було освячено попри те, що будівництво на той момент не було завершеним (бракувало веж). У 1473, 1572, 1702 роках у соборі трапились пожежі. Після реконструкції внаслідок пожежі 1702 року високі вежі замінено на маленькі, а куполи були відбудовані в стилі бароко.
Серйозної реставрації споруда храму зазнала в 1885–1893 роках під керівництвом архітектора Хельго Зеттервалля. 1874 року він запропонував проєкт, який орієнтувався на популярну тоді пізню французьку готику. Проте 1876 року переробив проєкт, зважаючи також на північну цегляну готику.

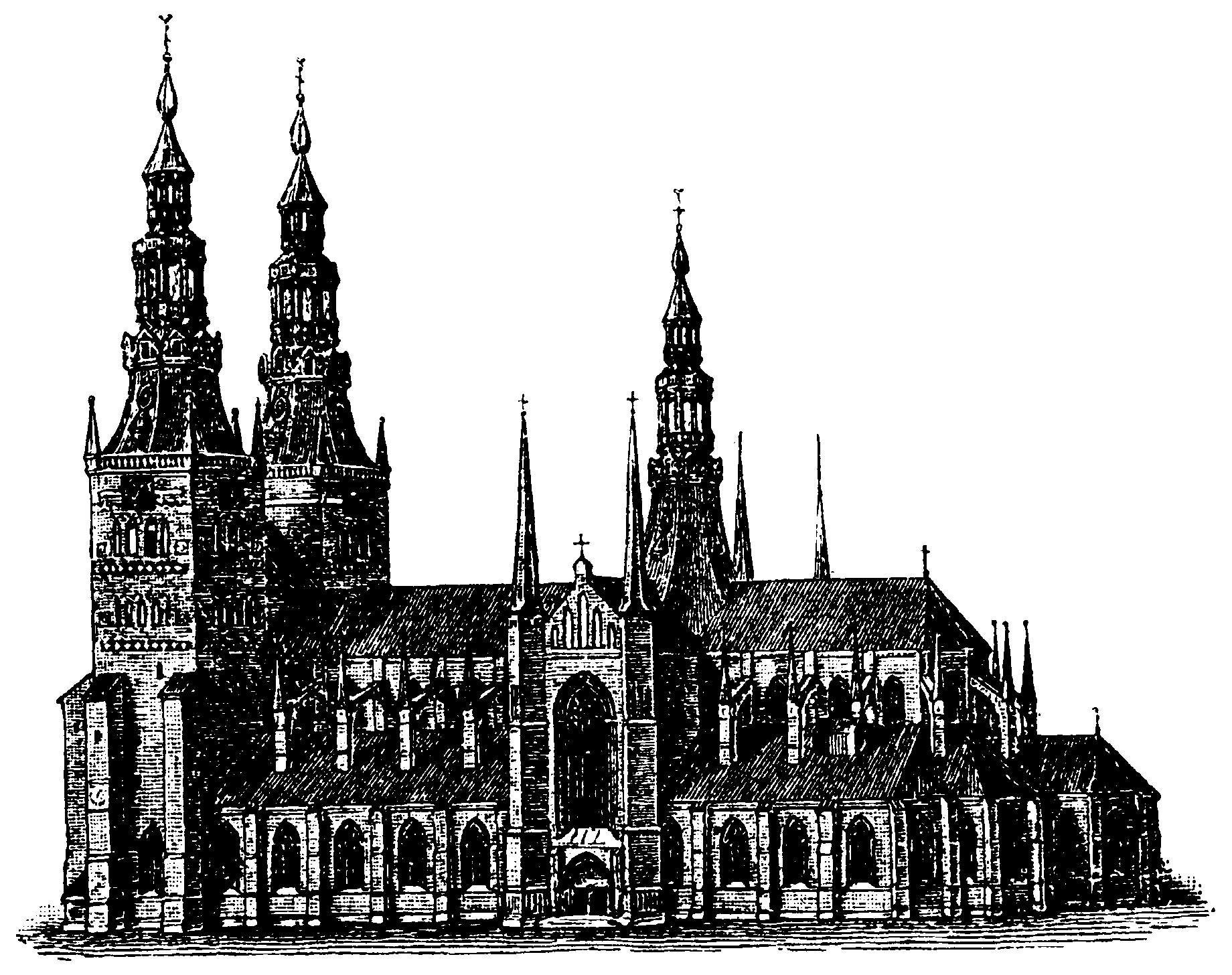
Вигляд собору 1619–1702
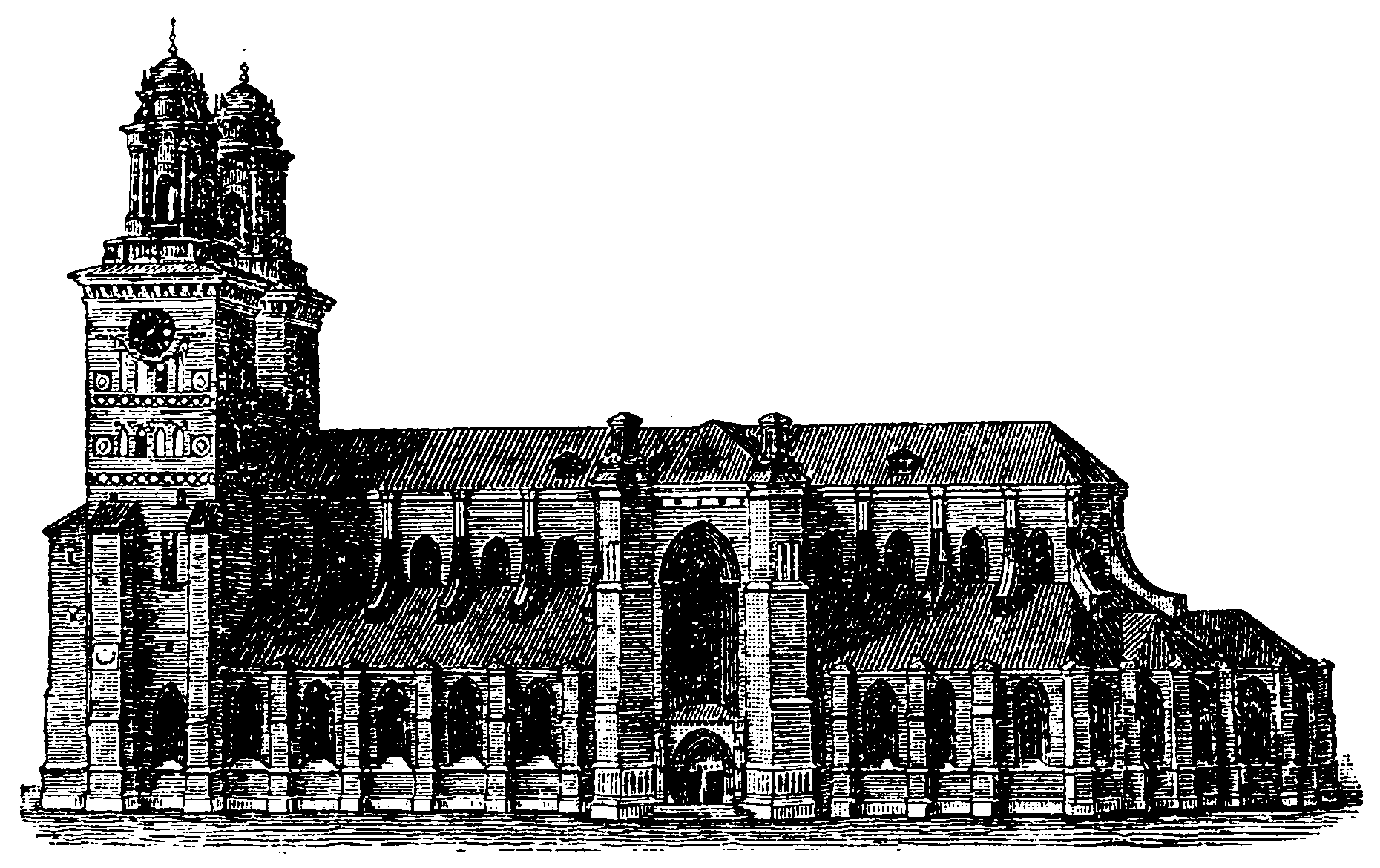
Вигляд собору 1747–1886
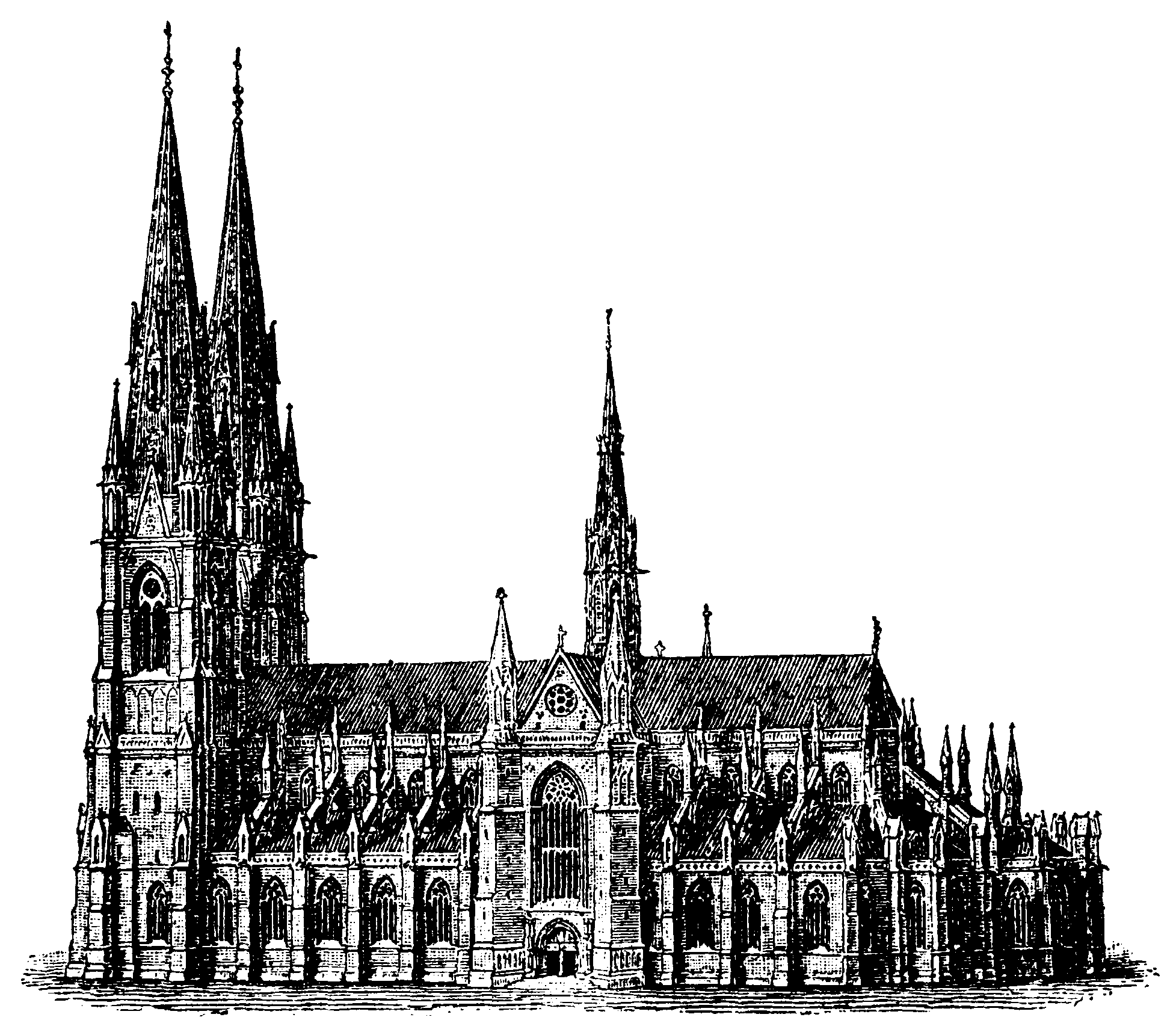
Вигляд собору 1892

## Інтер'єр

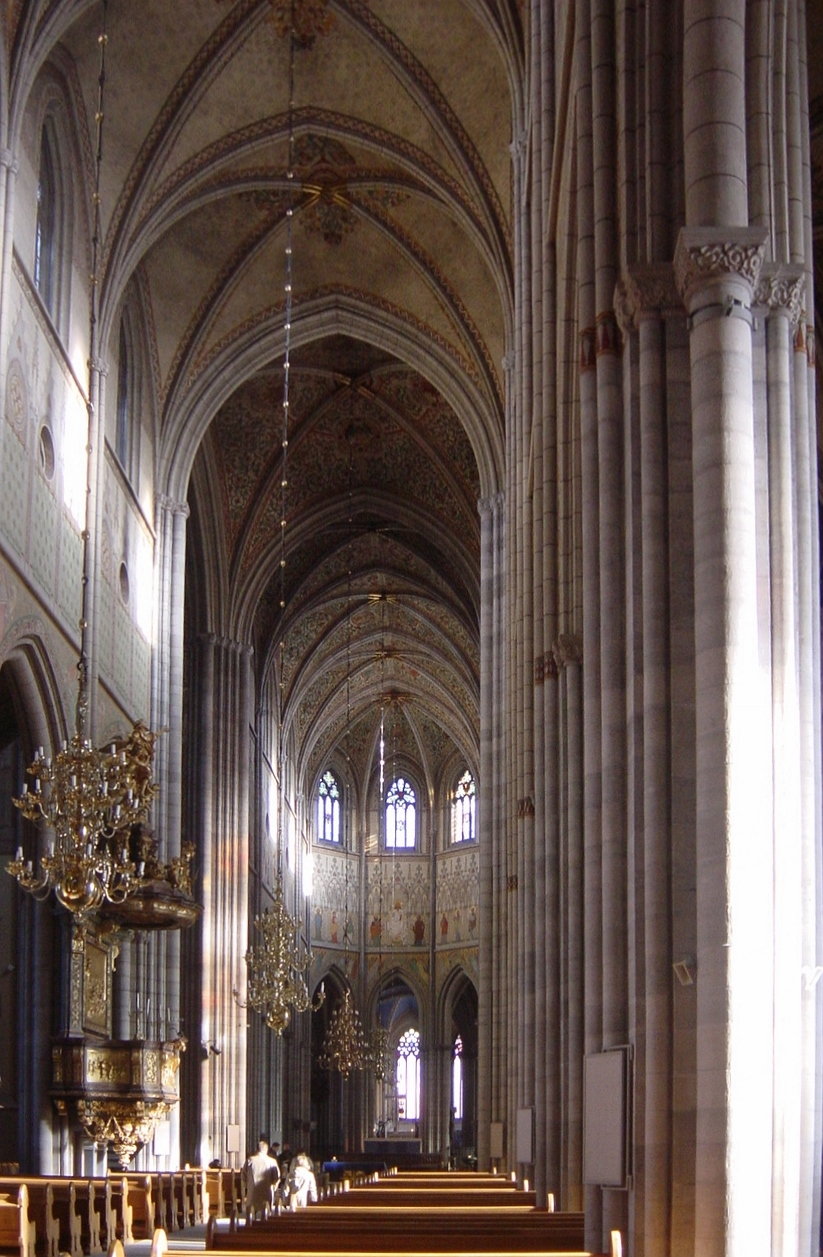
Усередині собору

### Некрополь
У середині собору містяться поховання видатних постатей шведської історії.
- Святий Ерік — середньовічний християнський святий, король Швеції, правив у 1150–1160 роках.
- Лаврентіус Петрі — шведський реформатор і перший лютеранський архієпископ Швеції.
- Густав I Ваза — регент шведського королівства з 23 серпня 1521, король Швеції з 6 червня 1523. Під його керівництвом Швеція добилася незалежності від Данії.
- Катерина Саксен-Лаунбурзька — королева Швеції (1531–1535).
- Маргарита Еріксдоттер — друга дружина Густава І Вази, королева Швеції 1536–1551.
- Катерина Стенбок — третя дружина Густава І Вази, королева Швеції 1552–1560.
- Юган III — король Швеції з 1568 до 1592 року.
- Катерина Ягеллонка — герцогиня Фінляндська (1562), королева-консорт Швеції (1569), велика герцогиня Фінляндська (1581).
- Гунілла Бельке — друга дружина Юхана III, королева Швеції.
- Магнус Стенбок — шведський фельдмаршал, один із найбільш талановитих полководців Карла XII.
- Карл Лінней — шведський природознавець, ботанік, зоолог і лікар XVIII століття, перший президент Шведської академії наук.
- Еммануїл Сведенборг — шведський учений-природознавець, теософ, винахідник.
- Натан Седерблюм — шведський священик й екуменіст, архіепископ Уппсали, лауреат Нобелевської премії миру 1930 року.

На підлозі поряд з ракою Святого Еріка є плита в пам'ять про візит Івана Павла II.

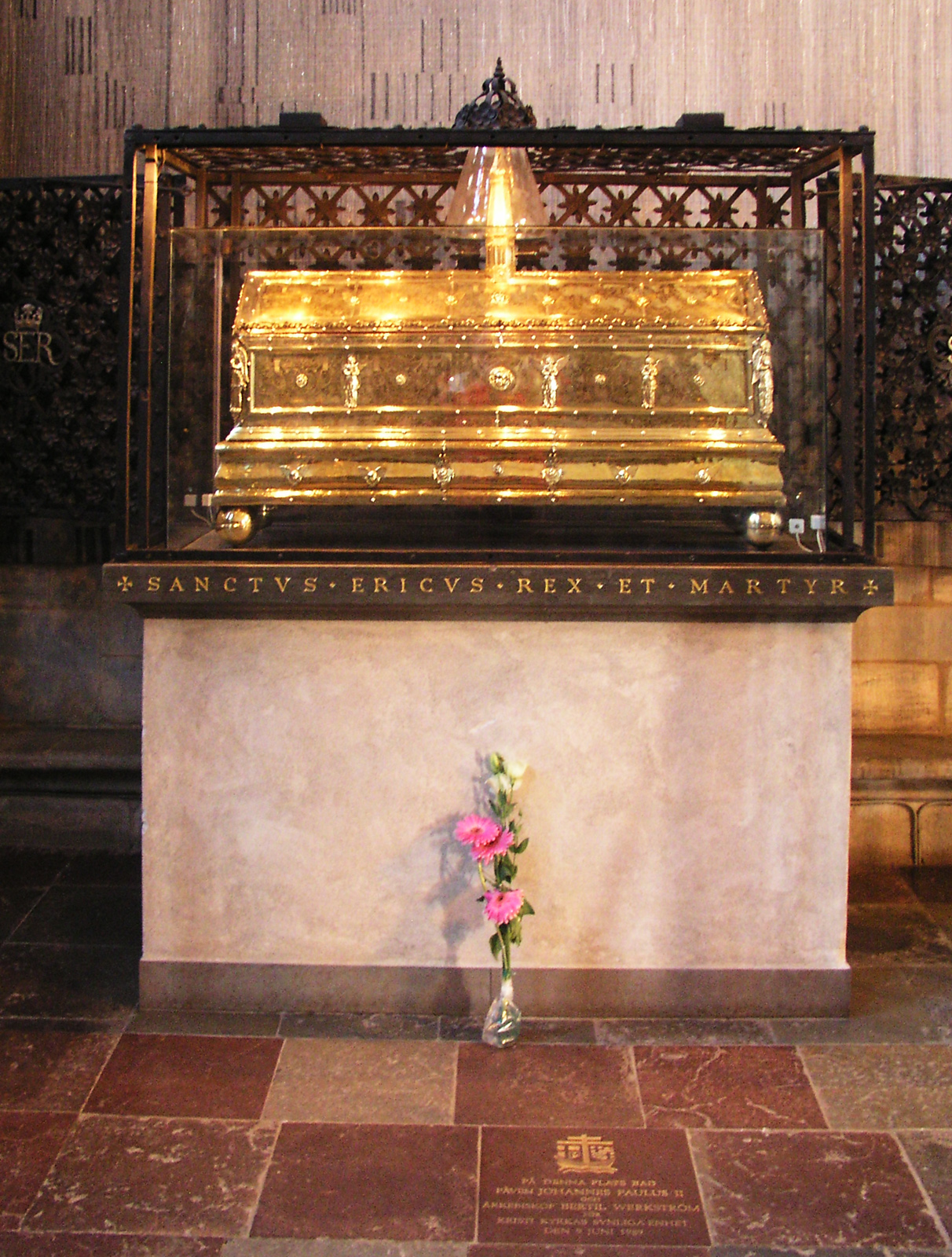
Рака св. Еріка
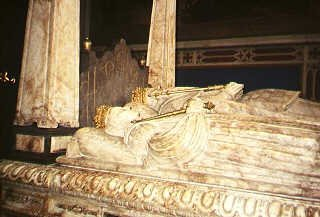
Надгробок Густава I Вази i його двох дружин
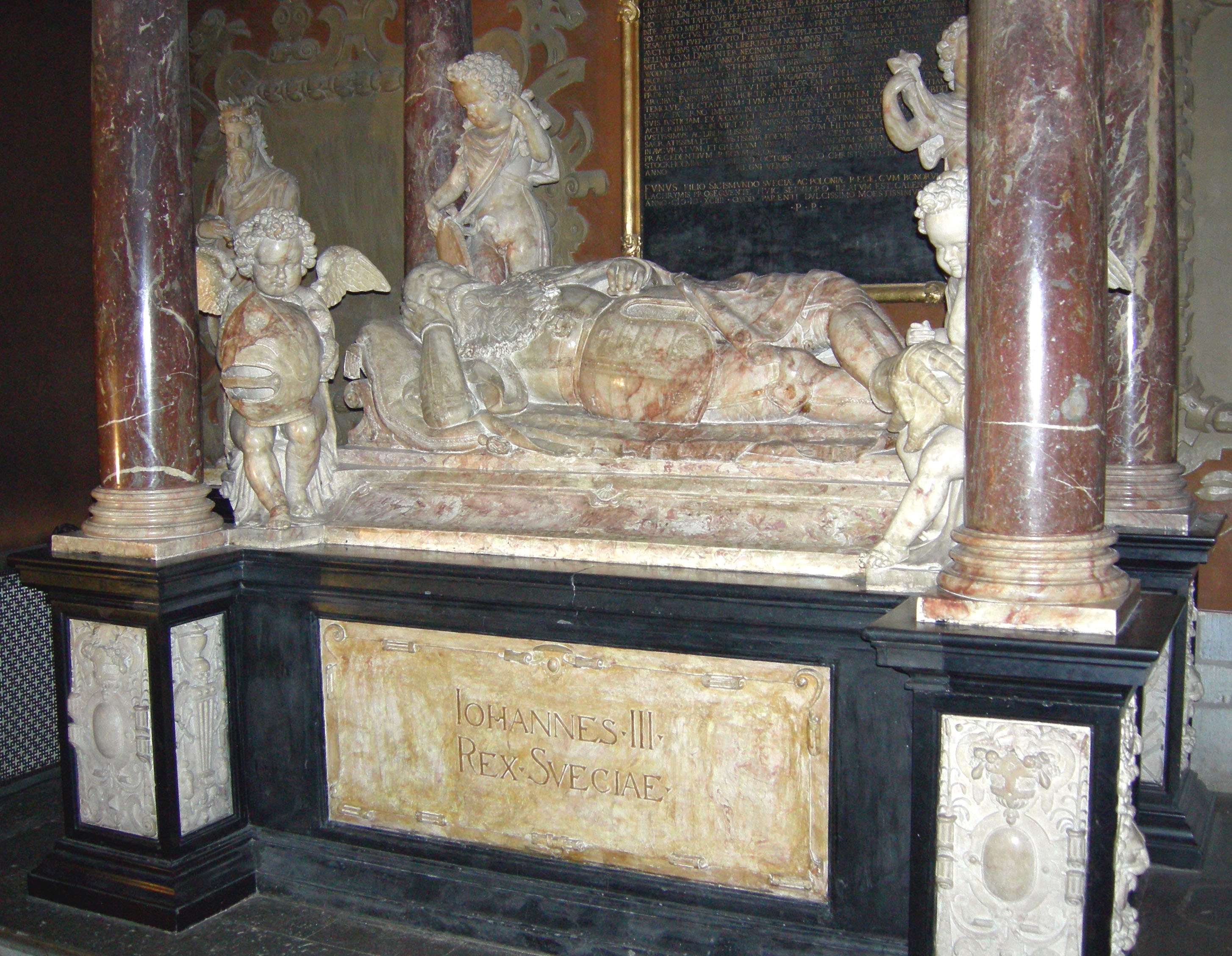
Надгробок Юхана III
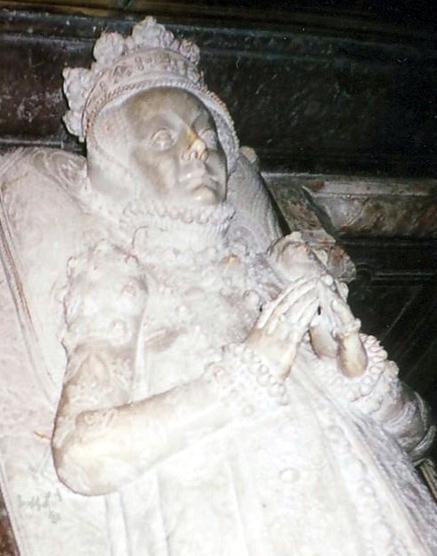
Надгробок Катерини Ягеллонки

## Виноски
1. ↑  Bebyggelseregistret
2. ↑  Svensk författningssamling (SFS) Lag (1988:950) om kulturminnen m.m. [Архівовано 6 березня 2013 у Wayback Machine.](швед.)